# Таїров Олександр Якович
Олекса́ндр Я́кович Таї́ров (справжнє прізвище Корнбліт; * 1885, Ромни — †1950, Москва, РРФСР) — український режисер.
Сценічну діяльність почав 1905 актором у трупі М. Бородая у Києві, режисерську — 1908 в пересувному театрі П. Гайдебурова; 1914 — 50 — засновник і керівник Московського Камерного театру. Народний артист РРФСР (1935)

## Життєпис
Майбутній театральний режисер народився в єврейські родині в Україні в місті Ромни. Син викладача в Полтавській губернії, як і низка емоційних гімназистів, закохався в театр, брав участь в аматорських виставах.
За примусом батьків подався по закінченні гімназії не в актори, а влаштувався на юридичний факультет Київського університету ім. Св. Володимира. Брав участь як актор в виставах київських театрів. Згодом покинув Київ і влаштувався в Петербурзький університет на юридичний факультет і водночас потрапив в театральну трупу Всеволода Мейєрхольда.
Експерименти Мейєрхольда не задовольнили, бо в Олександрі народжувалась власна особистість. Як режисер навіть поставив «Гамлета» Шекспіра і закінчив 1913 року Петербурзький університет. В період пошуків себе раптово забажав покинути театр і почати життя наново.

## Недовгий Вільний театр
Перебрався на житло в Москву, де розпочав адвокатську практику. В Москві не зумів жити без театру і покинув тепер вже адвокатуру. Поставив дві перші вистави в Москві в так званому Вільному театрі. Але театр протримався економічно лише один сезон.
Актори і новий режисер не воліли такого кінця і на уламках Вільного — ініціювали створення нового театру.

## Приміщення Камерного театру
Олександр Таїров зустрів Алісу Коонен в недовгий час праці Вільного театру. Саме вона 1914 р. звернула увагу на порожній особняк на Тверському бульварі в Москві. Таїров оглянув особняк і зрозумів, що парадні зали колись приватного житла не підходять для театру, до того ж, їх було гріх ламати. Але приміщення приємне і до нього можна прибудувати театральну залу і сцену. Так і зробили. Так виник невеликий і затишний Камерний театр Таїрова.
Наприкінці 1917 року нова, більшовицька влада примусила акторів покинути приміщення. Лише захист наркома просвіти Луначарського сприяв поверненню театральної трупи в приміщення і навіть виділив гроші на переобладнання сцени.

## Новий театр
Камерний театр відкрили 14 грудня 1914 року постановкою старовинної п'єси «Сакунтала» (Шакунтала) Калидаси, створеної в Середньовічній Індії. Головну героїню, чисту і наївну дівчину, грала Аліса Коонен. Але театр розпочав власний шлях у розпал 1-ї світової війни …
Таїров прагнув підвищеної майстерності, тяжів до репертуару романтичного та трагедійного, до легендарних чи літературних сюжетів, до показу сильних, а то і всепоглинаючих почуттів героїв, котрі були здатні переробити їх життя чи покласти йому край. Він записав : 
| Ми прагнули мати невелику камерну аудиторію власних глядачів… Ані до камерного репертуару, ані до камерних постановок чи до камерного виконання ми ніяк не йшли — навпаки і більш того, за сутністю наших прагнень всі вони були ворожі нашим думкам і нашим пошукам. [2] |
Камерним, невеликим за розмірами — було лише приміщення його театру.
Молодий і завзятий Олександр Таїров діяльно проштовхував рекламу власного театру. Він організував « Товариство друзів Камерного театру», друкував журнал російською «Мастерство театра», газету «7 днів Камерного театру», заснував клуб «Эксцентрион», а згодом і студію, котра стане пізніше державним театральним училищем. Його уважно слухав більшовицький нарком просвіти і сам трохи драматург Анатолій Луначарський (1875–1933), котрий і не давав нищити заклад Таїрова своїм друзям-більшовикам, поки був живий.
Камерний театр був відомий власною стилістикою та красою сценічних костюмів. Художники Камерного театру були майстрами костюмів різних стилістик, витрачаючи на створення костюмів час і пізнання, винахідливість і досвід, смак і майстерність. Адже Таїров оголосив : 
| ... костюм — це друга оболонка актора, це щось невід'ємне від його сценічної сутності, це візуалізація його сценічного образа, котра розчиняється в ньому як в тій пісні, де не можливо викинути чи замінити жодного слова, жодного штриха без одночасного паплюження всього образа. |

## Політичні утиски так званих «космополітів» в СРСР
Як етнічний єврей і театральний діяч радянської країни, Олександр Таїров брав участь в Єврейському антифашистському комітеті. 1945 року його нагородили орденом Леніна у зв'язку із тридцятирічним ювілеєм Державного Камерного театру.
Політична ситуація в країні погіршена у зв'язку із поверненням з-за кордону низки радянських офіцерів і вояків, котрі відвідали закордонні країни і побачили значні економічні успіхи без комуністичного керівництва і без плутаної комуністичної ідеології. В СРСР розпочата нова хвиля політичних переслідувань і репресій, на той час проти військових і діячів літератури. 26 серпня 1946 року сталінський уряд оприлюднив постанову ЦК ВКП(б), котра практично заборонила вистави закордонних п'єс і твори закордонної драматургії. А 1949 р. Камерний театр Таїрова силомиць ліквідували.
1950 року в приміщенні Камерного театру роблять ремонти і віддають приміщення під Московський драматичний театр імені О. С. Пушкіна, в штаті якого для Таїрова не передбачено місця роботи. Його примусово роблять безробітнім і виключеним з театрального життя радянської столиці. Старість і очікування репресій спричинили божевілля Таїрова, якого пам'ятають тривожно блукаючим по вулицям Москви у пошуку афіш знищеного комуністичним урядом Камерного театру.

## Репертуар в Камерному театрі за Таїрова (російською)
- «Сакунтала» Калидасы
- «Безумный день, или Женитьба Фигаро», Бомарше
- «Покрывало Пьеретты» Шницлера
- «Фамира Кифаред», И. Ф. Анненский
- «Саломея», Оскар Уайльд
- «Адриенна Лекуврер»
- «Принцесса Брамбилла» — по пьесе Гофмана
- «Король-Арлекин»
- «Ящик с игрушками»
- «Благовещенье» — по пьесе Поля Клоделя, в главной роли Алиса Коонен.
- «Ромео и Джульетта»
- «Опера нищих» [по пьесе «Трёхгрошовая опера» Бертольда Брехта — первая постановка в СССР.
- «Богатыри» — опера — фарс А. П. Бородина
- Расин, «Федра»
- Островский, «Гроза»
- «Негр»
- «Любовь под вязами»
- «Египетские ночи». Фрагменты одноимённого произведения А. С. Пушкина
- «Оптимистическая трагедия», Вишневский В. В., 1933 г.

## Таїров і українські драматурги
Таїров ставив п'єси укр. авторів: «Патетичну сонату» М. Куліша (1931), «Невідомі солдати» Л. Первомайського (1932), «Думу про Британку» Ю. Яновського, «Фронт» О. Корнійчука.

## Смерть
Помер в Москві. Дружина, Аліса Коонен пережила чоловіка на двадцять п'ять років. Обоє поховані на Старому Новодівочому цвинтарі в одній могилі.

## Посмертна слава
Режисер та негаразди Камерного театру Таїрова відійшли у історію. Трагічним подіям життя театру, життю і творчості Таїрова та Аліси Коонен присвячено декілька статей в періодичних виданнях, їм присвятив власний кінофільм режисер Борис Бланк (2004 рік).